# Paleomágnesség
A Föld geomágneses terének földtörténeti időtávlatban végbemenő, rendszerint ciklikus változását, valamint a kőzetek mágneses tulajdonságai alapján történő vizsgálatát, paleomágnességnek nevezik. 

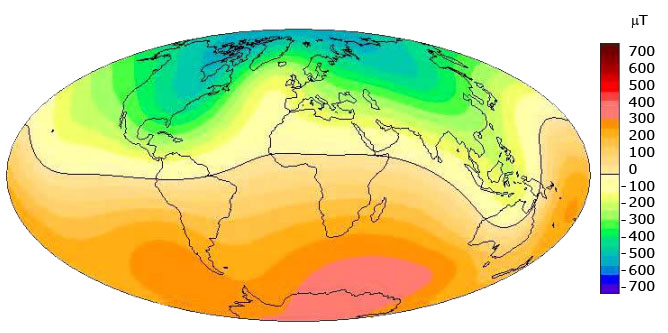
A geomágneses tér gömbharmonikus modellje az elmúlt 10 000 év során (Korte, 2013)

## A paleomágnesség története
Már a 18.században felfedezték azokat a természetes anyagokat, amelyeknek nagy a remanens (visszamaradó) mágnessége, ezeket permanens mágneseknek nevezik. Von Humboldt ezen jelenséget a villámok hatásának tulajdonította, melyet később vizsgálatok részben igazoltak. Ez volt a paleomágnesség kezdete. Nem sokkal ezután Delesse és Melloni kiömlési kőzetek mágneses vizsgálatai során azt találta, hogy azok hasonló módon mágneseződnek, mint a Föld mágneses terére jellemző. Ezt később Folgerhaiter (1899) is megerősítette publikációiban. Chevallier (1925) az Etna kiömlési kőzeteit vizsgálva igazolta a mágneses térnek nagy időtávlatokban lezajló változásait. David (1904) és Brunhes (1906) kutatásaik során először mutattak rá arra, hogy a mágnesezettség iránya szekuláris trendek során változhat. A vizsgált kőzetek mágnesezettségének és a Föld adott pontján lévő mágneses térnek az összehasonlítása nyomán tapasztalt deviációk arra utalnak, hogy Föld mágneses pólusai valószínűleg megcserélődtek az idők folyamán. Mercanton (1926) feltételezte, hogy ha ez az elmélet igaz, akkor jelenleg is találhatók korábbi földtörténeti korokból származó kőzetek, amelyek ellentétesen mágneseződnek. Matuyama igazolta, hogy valamikor a negyedidőszak során a Föld mágneses tere és ilyen módon a pólusok is a maihoz képest ellentétes irányban álltak. Nem csupán a pólusok áthelyeződésének elvi lehetősége vetődött fel, hanem a kontinensek vándorlása is. A paleomágnesség elvével jól lehetett magyarázni az óceánokban tapasztalható mágneses anomáliákat, végső soron magát a lemeztektonika jelenségkörét is. A technikai fejlődés és a széleskörű paleomágneses vizsgálatok drámai ütemben megnövelték a rendelkezésre álló ismeretanyag mennyiségét. A mágneses anomáliák vizsgálata ma is kiterjedt ütemben zajlik. A legújabb átfogó adatbázist a Global Paleomagnetic Database bocsátja rendelkezésre.

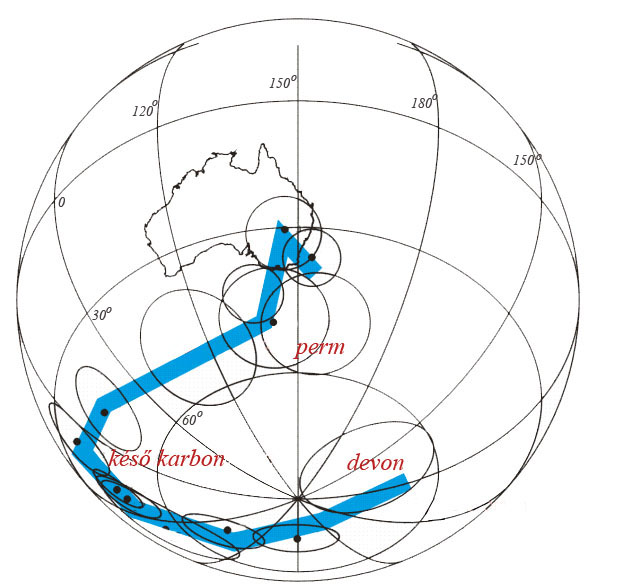
Látszólagos póluseltolódás a paleozoikumban

## A geomágneses tér tulajdonságai
A Föld adott pontján vizsgálva a valódi észak és az iránytű mágneses mutatója által jelzett ún. mágneses észak eltér egymástól, melyet mágneses deklinációnak neveznek (D). Ilyen módon a D negatív vagy pozitív lehet, attól függően, hogy keleti vagy nyugati irányban figyelhető meg a deviáció. Geomágneses fogalmi körben a deklináció rendszerint pozitív szám és 0 – 360o közötti értéket vesz fel. A mágneses észak által meghatározott síkon vertikális irányban keresztül menő sík a mágneses meridián. A mágnestű a horizontális tengellyel, mágneseződés után egy bizonyos szögben áll be, amelyet inklinációnak hívnak. A mágneses tér vektora között az alábbi összefüggések állnak fenn:{\displaystyle H=F\centerdot cosI\qquad Z=F\centerdot sinI}{\displaystyle X=H\centerdot cosD\qquad Y=H\centerdot sinD\qquad tgD=Y/X}
A geomágneses tér földfelszíni eltéréseit az izomágneses térképen ábrázolják. Azt a sávot, melynek mentén a mágneses inklináció zérus, mágneses egyenlítőnek nevezik, a merőleges inklináció pontját pedig mágneses északi ill. déli pólusnak. A Föld mágneses mezőjének erősségének mérésére az SI rendszerben Teslában (T) adják meg (a maximális értéke a felszínen mintegy 70 T). Ennek minimális ingadozását nanoteslában adják meg. A mágneses mező jellegzetességeinek matematikai formában történő megfogalmazását először Gauss adta meg (1839).
1634-ben Gellibrand fedezte fel elsőként, hogy a mágneses inklináció nem csupán a térben, hanem egy adott ponton az idővel is változik. A Föld felszíni inklináció időbeli változását ún. izopor térképeken ábrázolják. Ezeken jól látható, hogy az izoklin görbék egy jól elkülöníthető középpont körül rajzolódnak ki, melynél a változás időbeli sebessége a legnagyobb. Ezen fókuszpontok nem konstansok, hanem helyük folyamatosan változik az idővel. Jelenleg a deklináció zérusponti helye az Egyenlítő mentén, észak-kelet Brazíliában található. Megfelelő eszközök és elméleti háttér hiányában, a mágneses tér felfedezésekor még nem volt ismeretes, miként és milyen forrásból jön létre ezen közeg. Mivel elektrosztatikusan nem volt mérhető, Gauss egy potenciálfüggvényből indult ki, mely kielégíti a Laplace-egyenletet és egy felszínre számított gömbharmonikus sorozattá terjeszthető ki. Ha a mágneses tér forrása a Föld belseje (annak középpontja), akkor az a középponttól számított r távolság növekedésével arányosan csökken. Ez a következő gömbharmonikus sorral írható le:
{\displaystyle V={\frac {a}{\mu _{0}}}\sum _{l=1}^{\infty }\sum _{m=1}^{l}{\Bigl (}{\frac {\alpha }{r}}{\Bigr )}^{l+1}P_{l}^{m}cos\theta (g_{l}^{m}cos\centerdot m\phi +h_{l}^{m}sin\centerdot m\phi )}
melynél {\displaystyle P_{l}^{m}}a {\displaystyle P_{l,m}}Legendre-polinom Schmidt kvázi-normált formája, {\displaystyle g_{l}^{m}}és {\displaystyle h_{l}^{m}}a Gauss-együtthatók (Chapman, Bartels). Ahhoz, hogy ezen együtthatókhoz ugyanazon numerikus értéket rendelhessük, mindkettő dimenzióját általánosan nanoteslában adják meg.

## A mágneses mező képződése

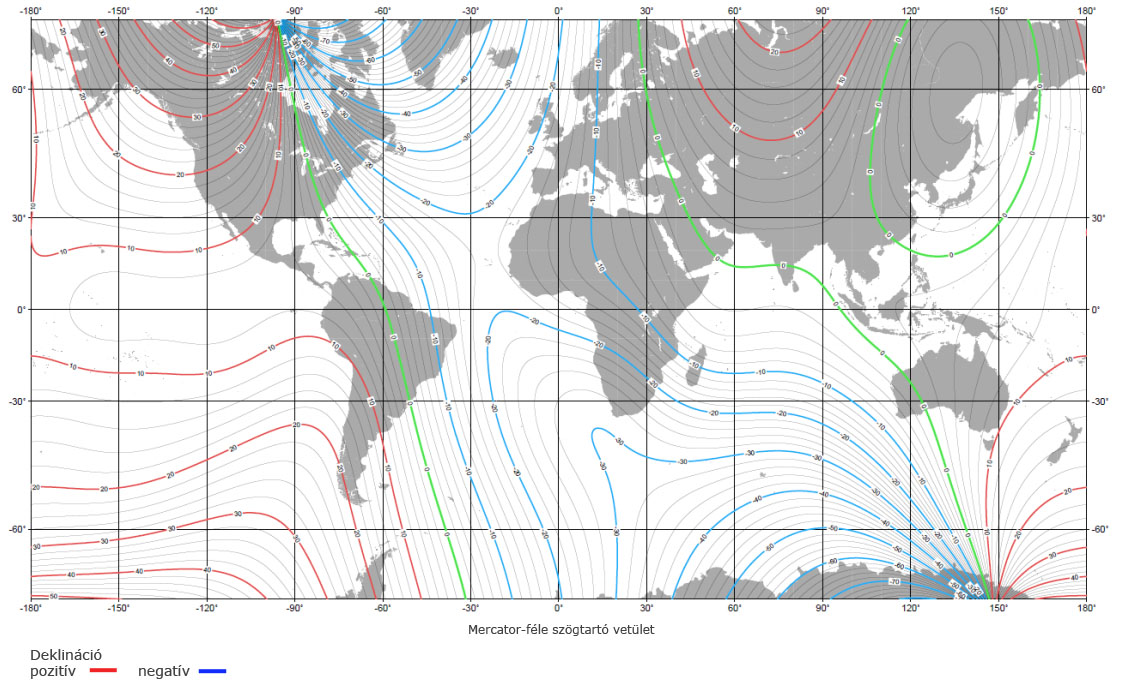
Mágneses deklináció (Nemzetközi Geomágneses Referencia Térmodell, 1900)

A Föld mágnesesség ún. dinamó elmélete szerint a Föld mágneses tere – a Naphoz hasonlóan – olyan mint egy öngerjesztő generátor (Larmor, 1919). Elsasser és Bullard továbbfejlesztették ezt az elméletet és úgy vélték, hogy a Föld elektromosan vezető, vastartalmú magja hozza létre azt az elektrosztatikai teret, amely a Föld mágnesességért felelős. Ha egy tökéletesen vezető közegben mágneses tér van jelen, mozgása során az a rá jellemző teret magával viszi (Alfvén). A Föld esetében megállapítható, hogy bár a folyékony mag nem tökéletes vezető, mégis a jelenség tendenciózusan leírható ilyen módon (természetesen rövid időintervallumokban).
Egy másik ismert elmélet a toroid, valamint a poloid elmélet. A toroid terek nem rendelkeznek sugárirányú komponenssel, ellentétben a poloid terekkel, amelyek viszont igen. A Föld felszín jellegzetesen poloid típusú, ugyanakkor az elmélet alapján a mágneses tér e két jellegzetes geometriai forgásfelület egymásba alakulásának mechanizmusa révén vezethető le. Azt a folyamatot, melynek során egy primitív poloidális mágneses mezőből egy toroidális mágneses mező generálódik, w-effektusnak nevezik. Ha a folyékony mag mozgása során toroidális komponenst is tartalmaz, a nagy vezetőképességű folyadék magával vonzza a mágneses mező egy részét. Ez a mágneses vonalakat kifeszíti és a toroidális hurkok köré poloidális mezővonalakat képez. A Coriolis-erő a feláramló folyadékban forgást generál (helicitás), amely az északi féltekén az óramutató járásával ellentétes értelmű. A mező vonalai csavar irányú deformációt szenvednek és egy poloidális hurok képződik. A jelenség voltaképp egy statisztikus turbulens folyamat.

### A dipólus tér időbeli változása

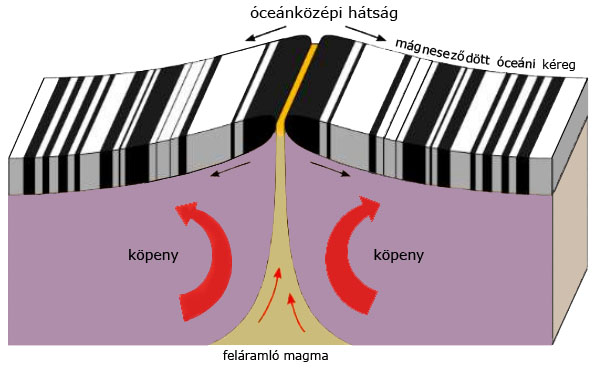
Geomagnetikus folyamatok, a kőzetek mágneseződése az óceáni kéreglemezben (Matthews, Morley, Vine)

A dipólus tér intenzitásának időbeli változása nagy valószínűséggel több száz vagy 1000 éves periodicitást mutat, melynek valószínűleg része az elmúlt 100 év csökkenő tendenciája. A dipólus tengely helyzete – amely a mérések alapján a Föld mágneses pólus pozíciójának változatlanságából is látható – azonban alig változik. Az intenzitás-változás közelítő prognózisának meghatározásához – amennyiben csak a deklinációs értékek ismertek – a Gauss-koefficiens egzakt megadásának egyik módszere az extrapolációs számítás. Ezt alkalmazta először Barraclough (1974), aki több mint 170 gömbharmonikus modell időbeli értékeit összegezte egészen 1829-től. Ennek alapján a korábbi időpontok adatainak ismeretében egy Gauss-koefficiens kvázi értéke:
{\displaystyle g_{l}^{0}(t)=-31110,3+15,46(t-1914)}
ahol t az idő (év). Barraclough később számításokat végzett a Föld mágneses pólus időbeli változására, amit később Fraser-Smith pontosított. Kimutatták, hogy a Föld dipólus tere nyugati irányba mozog, méghozzá 0,08°/év sebességgel.

## Kőzetek mágnesezettsége

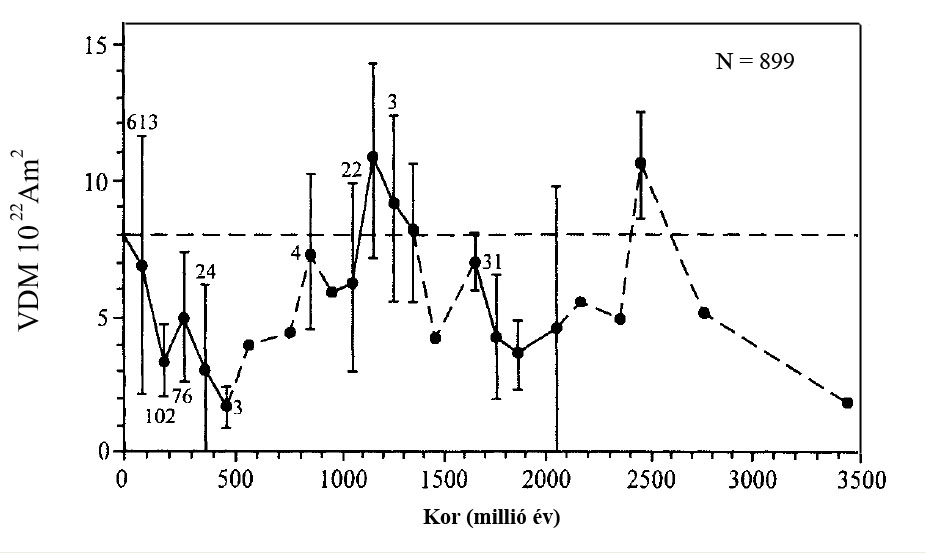
A virtuális dipólmomentum (VDM) ingadozásai geológiai időtávlatokban (Tanaka és Kono nyomán, 1995)

Bár a legtöbb kőzetalkotó ásvány vagy kőzet nem mágnesezett, minden kőzet ugyanakkor mutat bizonyos szintű mágneses tulajdonságot, jórészt járulékos ásványtartalmuknak köszönhetően. Ezen ásványok a kőzet keletkezésénél az akkor jelenlévő mágneses térrel mágneseződnek és ezt a mágneses momentumukatmegőrzik. A fosszilis mágnesesség kőzetekben tapasztalható megjelenését természetes remanens mágnesezettségnek vagy NRM–nek nevezik. A mágnesesség mérése valamint a mágnesezettség jellege függ a kőzet keletkezésétől, illetve a kőzetalkotó ásvány mágneses jellegétől. Ha a mágnesezettség fázis– vagy kémiai átalakulások révén vas-oxidok keletkezése közben jön létre, azt kémiai remanens mágneseződésnek (CRM) hívják. Ha a keletkezett kőzet hosszabb ideig gyenge mágneses térnek volt kitéve, azt súrlódásos remanens mágnesezettségnek hívják. Abban az esetben ha a kőzet egy erős mágneses térnek volt kitéve, de az fokozatosan lecsökkent egy állandó kis értékre, az adott anyag ún. anhiszterétikus (remanens) mágnesezettséget kap. Laboratóriumi körülmények során mesterségesen is lehet mágnesezni egy arra alkalmas kőzetet, mégpedig úgy hogy magas hőmérsékletről a Curie-pont alá hűtik. Azt a folyamatot, mely hasonló módon, természetes körülmények közt ilyen módon megy végbe, termoremanens mágnesezettségnek (TRM) nevezik.

## A dipólus elmélet
A geomágneses tér hosszú időtávlatokban történő tanulmányozása bizonyos modelleket igényel, melynek révén a Föld bármely pontjáról származó számos adat összhangba hozható. Ennek mindenképpen reflektálnia kell a mágneses tér nagy időintervallumokban való deviációira. Egy ilyen típusú, jól illeszthető modell a GAD (geocentric axial dipole) térmodell. Mind a strukturális változások, mind a minimális diszkrepanciák jól követhetők általa. A GAD modellben a Föld forgási tengelye és a geomágneses tengely – hasonlóan a mágneses és földrajzi pólusokhoz – egybeesik. Legyen x a mágneses szélesség, a a Föld sugara, w a mágneses momentum, ekkor a geomágneses tér horizontális (H) és vertikális (Z) komponense levezethető harmonikus gömbfüggvényekkel:
{\displaystyle H={\frac {\mu _{0}m\centerdot cos\gamma }{4\pi \alpha ^{3}}}\qquad Z={\frac {2\mu _{0}m\centerdot sin\lambda }{4\pi \alpha ^{3}}}}
valamint ebből a teljes geomágneses tér: {\displaystyle F={\frac {\mu _{0}m}{4\pi \alpha ^{3}}}(1+3sin^{2}\lambda )^{1/2}}
Minthogy a mágneses inklináció tangense  Z/H, így: {\displaystyle tgI=2\centerdot tg\lambda }
és definíciószerűen {\textstyle D=0^{o}}. A kiegészítő szög (90° mínusz a szélesség) a {\textstyle tgI=2\centerdot ctg\,p}kifejezésből következik. A fenti trigonometrikus egyenlet központi szerepű a paleomágnességben. Rámutat arra is, hogy amennyiben a GAD modell változóit különböző geológiai korokból származó adatok alapján adják meg, lehetővé teszi hogy a paleomágneses szélességi kör egyszerűen az fő inklinációs értékek alapján levezethető legyen. Ahhoz hogy különböző helyekről származó paleomágneses értékeket össze lehessen hasonlítani, ugyanazon paraméterek értékeit célszerű felhasználni, melyek a GAD modellen alapszanak. Ez a paleomágneses kezdőpont, amely azt a helyet reprezentálja, melynél az időfüggő dipólus tengely a Föld felszínét metszi. Ha egy bizonyos pontján a Föld felszínnek (S) a fő paleomágneses irányok ismertek (Dm, Im), akkor a paleomágneses pólus koordinátái (λp,λp) a következő összefüggésekből számítható:
{\displaystyle sin\ \lambda _{p}=sin\ \lambda _{s}\centerdot cos\ p+cos\ \lambda _{s}sin\ p\ cos\ D_{m}}
A paleomágneses pólus ilyetén történő számítása egyben azt is feltételezi, hogy elegendő időintervallum adatai álltak rendelkezésre. Másképp úgy is lehetne fogalmazni, hogy ha a paleomágneses tér pillanatnyi értékeinek mindegyikéhez egy geomágneses pólust rendelhetünk, ez az ún. virtuális geomágneses pólus (VGP). Ugyanakkor földtörténeti kontextusban szemlélve előfordul, hogy éppen egy adott időponthoz rendelt paleomágneses pólus helye ismert (lp, fp). Ekkor a mágnesesség fő irányai megadhatók, méghozzá a következőképp:
{\displaystyle cos\ p=sin\ \lambda _{s}\centerdot sin\ \lambda _{p}+cos\ \lambda _{s}\centerdot cos\ \lambda _{p}\centerdot cos(\phi _{p}-\phi _{s})}

## Paleomágneses intenzitás
A paleomágneses tér intenzitás-változásának problémaköre sokkal komplexebb, mint a fentiekben levezetett egyes jellegzetességek és fő irányok. A másodlagos komponensek jelenléte és a különböző földtörténeti korokból származó vizsgált kőzetek mágneses tere intenzitásának időbeli eltérései még inkább bonyolítja működő hipotézisek megalkotásának folyamatát. A hosszabb – több milliárd éves – geológiai korok integratív modelljének kidolgozásában elsősorban Kono és Tanaka (1995) valamint Perrin és Scherbakov (2007) említendő meg.
Prevot és mts-ai (1990) feltételezték, a mezozoikum tájékán lezajlott egy hosszútávú periódus, melynek során a Föld mágneses dipólmomentuma jelentősen alacsonyabb volt, nagyjából az egyharmada, mint később a kainozoikumban volt tapasztalható. Később, a jura időszakból származó fosszíliák alapos vizsgálata ezt alátámasztotta (Kosterov, 1999). A kutatási eredmények alapján azt lehet mondani, hogy a paleomágneses tér intenzitásának intervalluma hozzávetőleg 2 – 1022 Am2 közöttire tehető (Perrin). A paleomágneses intenzitás hosszútávú ingadozásának analízisére a tapasztalatok alapján főleg az üledékes kőzetek bizonyultak alkalmasnak. Ennek egyik kutatási helyszíne volt hosszú időn keresztül a Windermere-tó (Nagy-Britannia).